# Олександрівський заказник (Вознесенський район)
Олекса́ндрівський заказник — іхтіологічний заказник місцевого значення в Україні. Розташований у межах Вознесенського району Миколаївської області, на північний захід від смт Олександрівка. 
Площа 62,5 га. Статус присвоєно згідно з рішенням від 23.10.1984 року № 448. Перебуває у віданні: Миколаївська держрибінспекція. 
Статус присвоєно для збереження природних комплексів частини акваторії Олександрівського водосховища (на річці Південний Буг) з багатою іхтіофауною.